# Eisai
Myōan Eisai (明菴栄西, n. 20 aprilie 1141, d. 5 iulie 1215) a fost un călugăr budist japonez despre care se crede că a adus din China în Japonia budismul Zen și ceaiul verde. Mai este cunoscut și sub numele Eisai Zenji (栄西禅師? Eisai, maestru de zen).

## Popularizarea ceaiului
În perioada Kamakura (1191-1333), călugărul Eisai a ținut să evidențieze efectele benefice ale ceaiului verde în cartea sa „Menținerea sănătății prin ceai” (1211):
|  | Ceaiul este un medicament miraculos pentru menținerea sănătății. Ceaiul are o putere extraordinară de prelungire a vieții. Oriunde o persoană cultivă ceai, va avea parte de o viață lungă. În toate timpurile, ceaiul este elixirul care creează lăcașul de nestrămutat al nemuririi. |

Din acest pasaj reiese faptul că ceaiul verde a fost apreciat din timpuri străvechi ca un puternic medicament. Studiile efectuate în ultimii ani, indică beneficii ale consumului de ceai.

## Școala Rinzai
După reîntoarcerea sa din China, unde a obținut certificarea ca maestru de zen, Eisai întemeiază linia japoneză a școlii Linji (în japoneză Rinzai). Printre discipolii săi se numără și Eihei Dōgen, viitorul fondator al școlii zen-budiste Sōtō.

## Vezi și
- Ceremonia ceaiului
- Budismul în Japonia
- Dogen

1. ↑  National Library of Israel Names and Subjects Authority File, accesat în 1 iunie 2023
2. ↑   https://www.kenninji.jp/grounds/ Lipsește sau este vid: |title= (ajutor)
3. ↑  Osaka, accesat în 28 februarie 2020
4. ↑  Autoritatea BnF, accesat în 10 octombrie 2015
5. ↑  Chen-Xu Ni, Hong Gong, Ying Liu, Yang Qi, Chun-Lei Jiang, Jun-Ping Zhang. „Green Tea Consumption and the Risk of Liver Cancer: A Meta-Analysis”. Accesat în 15 ianuarie 2015.